# ネパールの暦
ネパールの暦（ネパールのこよみ）では、ネパールの暦について記述する。

## 概説
西暦2017年現在、ネパールで公式に用いられる暦はヒンドゥー暦の一種であるビクラム暦（Bikram Samabat。西暦と区別するときにはB.S.と表記される。以下、本記事では特別な表記のない年号は西暦とする。）である。だだし、本来のヴィクラマ暦が太陰太陽暦であるのに対し、現在のビクラム暦は太陽暦である。ほとんどの国民はビクラム暦による月と日（ガテ）に従い、西暦による月と日（ターリク）は用いないが、観光業など海外とのつながりの深い人々は西暦も併用している。このほかにも一部では、伝統的なネパール暦（ネワール語でネワール暦）、シャカ暦、チベット暦などがみられるが、新年や祭りあるいは結婚式など人生の節目となる場面で象徴的に併用されるのみで、日常的な暦ではない。
祝日は政府の暦法委員会の諮問を受けて決定され、年末のチャイト月（西暦の3月中旬から4月中旬）に内務省によって翌年の祝日が官報で発表される。これをきっかけに翌年のカレンダーが市場に出回るが、カレンダーにはビクラム暦の年月日と曜日、西暦の年月日、太陰暦の月齢、そして余白に縁起の良い日や占星術による運勢が掲載されることが多い。このほか高名な占星術師の監修によるカレンダーが出回っており、日本の高島易断のように祭祀や人生の通過儀礼にかかわる日時・方位などを調べる時に用いられている。
ネパールは土曜日だけが休日の週休1日制で、祝日と重なった時の振り替え休日もない。しかし国民共通の祝日と、特定の人が公休をとれる准祝日の数が非常に多いことが特徴で、B.S.2073年（2016年から2017年）の祝日は31日、准祝日は20日であった。祝日の多くはヒンドゥー教に関連するものだが、多民族国家であるネパールでは民主化以降に少数民族が民族にまつわる特別な日を祝日にするよう運動している。2017年現在、チベット暦の正月（ロサール）、タライ地方の太陽神を祀るチャト祭、キラート（ライ族・リンブー族など）のウバウリ祭、タルーのマーギ祭が祝日に指定されている。このほかキリスト教徒のクリスマスや、イスラム教徒の断食明けの祭り・犠牲祭は准祝日にされている。またカトマンズ盆地の巡行祭、就労女性の休日、教育機関の日などが准休日になっている。

## 沿革

### 古代期
歴史上、ネパールではネパール暦・シャカ暦をはじめとして多くの暦が併用されてきた。もっとも早い暦の記録はネパールの古代期にあたるリッチャヴィ王朝時代である。この時期の碑文では、グプタ文字で記されたシャカ暦と、グプタ文字からクティラ文字に移行したマーナ・デーヴァ暦が併用されている。シャカ暦は78年から始まる暦で、現存最古の紀年銘文で遅くとも381年に用いられていたことが明らかになっている。いっぽうのマーナ・デーヴァ暦は576年から始まる暦で、使用が確認できる最古の記録はマーナ・デーヴァ暦29年（605年）である。

### 中世前期

#### デーヴァ王朝
リッチャヴィ王朝が衰退すると、デーヴァ王朝時代に移行するが、この時代に用いられた暦がネパール暦である。ネパール暦は、マーナ・デーヴァ暦304年（879年10月20日）を起年とする。

#### 前期マッラ王朝
デーヴァ王朝が衰退するとマッラ王族が台頭し、デーヴァ王族とマッラ王族の交代制を経て前期マッラ王朝が成立する。しかし中央のマッラ王朝の勢力範囲は狭く、ネパールには三大勢力が分立した。それが前期マッラ王朝・カサ王国・ティルフット王国である。前期マッラ王朝でもネパール暦が用いられた。

#### カサ王国
カサ王国で中心となった暦はシャカ暦である。ほかに、ラクシュマナ・セーナ暦、ビクラム暦が用いられたが、とくにビクラム暦はシャカ暦と並記されていることもある。ラクシュマナ・セーナ暦は、セーナ王国第3代ラクシュマナ・セーナ王が敗戦した年（1204年）を起年とする暦である。いっぽうのビクラム暦は紀元前57年を起年とする暦である。

#### ティルフット王国
またティルフット王国では、ラクシュマナ・セーナ暦（前述のラクシュマナ・セーナ暦とは別）またはラクシュマナ・デーヴァ暦と呼ばれる暦（以下、ラクシュマナ暦とする）がある。ラクシュマナ暦の起年は1123年である。

### 中世後期
ネパールを統一したマッラ王朝は15世紀に分裂し、王国内に三都が並立する三都マッラ王朝時代になる。中央では、前期マッラ王朝から引き続きネパール暦が用いられたが、ネパール暦とシャカ暦、ネパール暦とラクシュマナ暦の併用、あるいはビクラム暦の使用も確認できる。
いっぽうで西ではシャカ暦が用いられ、18世紀にはシャカ暦とビクラム暦の併用もみられる。

### 近代以降
カトマンズ地方で勃興したゴルカ王朝は三都に分裂していたマッラ王朝などを征服し、統一ネパール王国を建国する。ネパール・イギリス戦争で敗れたネパール王国はイギリスに恭順するが、首相チャンドラ・シャムシェルはネパールの独立を画策する。この間、1769年にプリトビ・ナラヤン・シャハは、ネパール全土の暦をサカ暦（シャカ暦）に統一。さらに1903年にチャンドラ・シャムシェルがビクラム暦を公式な暦に採用し、現在に至る。インドのヴィクラマ暦が月に太陰暦を採用する太陰太陽暦であるのに対し、ネパールのビクラム暦は月も太陽暦で計算するのが特徴である。